# Право на харчування

Право на харчування в усьому світі (2011—2012).
Прийнятий або розроблений рамковий закон (19).
Конституційне, явне право (23).
Конституційний, імпліцитний у більш широких правах або як директивний принцип (41).
Пряме застосування через міжнародні договори (103).
Здійснено шляхом ратифікації Міжнародного пакту про економічні, соціальні та культурні права (160).
Невідоме право на їжу.

Право на харчування та його різновиди є правом людини, яке захищає право людей годуватися з гідністю, що передбачає наявність достатньої кількості їжі, що люди мають засоби для доступу до неї та що вона адекватно відповідає індивідуальним харчовим потребам. Право на харчування захищає право всіх людей бути вільними від голоду, відсутності продовольчої безпеки та недоїдання. Право на харчування не означає, що уряд зобов'язаний роздавати безкоштовну харчування всім, хто цього хоче, або право на харчування. Проте, якщо люди позбавлені доступу до їжі з незалежних від них причин, наприклад, через те, що вони перебувають під вартою, під час війни або після стихійних лих, право вимагає від уряду безпосереднього надання їжі.
Це право випливає з Міжнародного пакту про економічні, соціальні та культурні права, учасницями якого станом на квітень 2020 року є 170 держав. Держави, які підписали угоду, погоджуються вжити заходів, щоб максимально використати наявні ресурси для поступового досягнення повної реалізації права на достатнє харчування як на національному, так і на міжнародному рівнях. Загалом у 106 країнах право на харчування застосовується або через конституційні механізми різних форм, або через пряме застосування в законі різних міжнародних договорів, у яких захищається право на харчування.
На Всесвітньому продовольчому саміті 1996 року уряди підтвердили право на харчування та зобов'язалися вдвічі скоротити кількість голодуючих і недоїдаючих з 840 до 420 мільйонів до 2015 року. Однак за останні роки ця цифра зросла, досягнувши сумнозвісного рекорду в 2009 році — понад 1 мільярд недоїдаючих людей у всьому світі. Крім того, кількість тих, хто страждає від прихованого голоду — дефіциту мікроелементів, який може спричинити затримку фізичного та інтелектуального розвитку дітей — становить понад 2 мільярди людей у всьому світі.
Хоча за міжнародним правом держави зобов'язані поважати, захищати та виконувати право на харчування, практичні труднощі в досягненні цього права людини демонструють поширена відсутність продовольчої безпеки в усьому світі та триваючі судові процеси в таких країнах, як Індія. На континентах з найбільшими продовольчими проблемами — Африці, Азії та Південній Америці — спостерігається не лише дефіцит продовольства та відсутність інфраструктури, а й неправильний розподіл і недостатній доступ до харчування.
Human Ініціатива вимірювання прав людини вимірює право на харчування для країн у всьому світі на основі їхнього рівня доходу.

## Визначення
Міжнародний пакт про економічні, соціальні та культурні права визнає «право на достатній рівень життя, включаючи достатнє харчування», а також «основне право бути вільним від голоду». Зв'язок між двома поняттями не є однозначним. Наприклад, «свобода від голоду» (яку Загальний коментар 12 визначає як більш актуальну та негайну) можна виміряти кількістю людей, які страждають від недоїдання та, у крайньому випадку, помирають від голоду. «Право на достатнє харчування» є набагато вищим стандартом, включаючи не лише відсутність недоїдання, але й повний спектр якостей, пов'язаних з їжею, включаючи безпеку, різноманітність і гідність, одним словом, усі елементи, необхідні для активного та здорового життя. життя.

Натхненний вищенаведеним визначенням, Спеціальний доповідач з питань права на харчування в 2002 році дав йому таке визначення:
Право мати регулярний, постійний і необмежений доступ, безпосередньо або шляхом фінансових покупок, до кількісно та якісно адекватного та достатнього харчування, що відповідає культурним традиціям народу, до якого належить споживач, і яка забезпечує фізичне та психічне, індивідуальне та колективне, повноцінне та гідне життя без страху.
Це визначення містить усі нормативні елементи, детально пояснені в Загальному коментарі 12 МПЕСКП, де зазначено:[note 1]
Право на достатнє харчування реалізується, коли кожен чоловік, жінка і дитина, окремо чи разом з іншими, мають фізичний і економічний доступ у будь-який час до достатнього харчування або засобів для його отримання.

### Розміри
Колишній спеціальний доповідач з питань права на харчування Жан Зіґлер визначила три виміри права на їжу.
- Доступність стосується можливостей прогодувати себе безпосередньо з продуктивних земель чи інших природних ресурсів, або добре функціонуючих систем розподілу, обробки та ринку, які можуть переміщувати харчування з місця виробництва туди, де вона потрібна відповідно до попиту.
- Доступність означає, що має бути гарантований економічний і фізичний доступ до їжі. З одного боку, економічний доступ означає, що їжа має бути доступною для адекватного харчування без шкоди для інших основних потреб. З іншого боку, фізично вразливі особи, такі як хворі, діти, інваліди або люди похилого віку, також повинні мати доступ до їжі.
- Адекватність означає, що їжа повинна задовольняти харчові потреби кожної людини, враховуючи, наприклад, вік, умови життя, стан здоров'я, професію, стать, культуру та релігію. Харчові продукти мають бути безпечними, а державними та приватними засобами мають бути вжиті відповідні захисні заходи, щоб запобігти забрудненню харчових продуктів через фальсифікацію та/або через погану гігієну навколишнього середовища чи неналежне поводження на різних етапах харчового ланцюга; необхідно також подбати про виявлення та уникнення або знищення природних токсинів.

Крім того, будь-яка дискримінація в доступі до харчування, а також до засобів і прав на її придбання, за ознакою раси, кольору шкіри, статі, мови, віку, релігії, політичних чи інших поглядів, національного чи соціального походження, майна, народження або інший статус є порушенням права на харчування.

### Узгоджені норми харчування
Що стосується права на харчування, міжнародне співтовариство також визначило загально узгоджені стандарти, такі як Всесвітня продовольча конференція 1974 р., Міжнародне зобов'язання щодо всесвітньої продовольчої безпеки 1974 р., Мінімальні стандартні правила поводження з ув'язненими 1977 р., Декларація 1986 р. Право на розвиток, Резолюція ECOSOC 1987/90, Декларація Ріо про навколишнє середовище та розвиток 1992 року та Стамбульська декларація про населені пункти 1996 року.

## Історія

### Негативне або позитивне право
Існує традиційне розрізнення двох типів прав людини. З одного боку, негативні або абстрактні права, які поважаються невтручанням. З іншого боку, позитивні або конкретні права, які потребують ресурсів для їх реалізації. Проте сьогодні суперечать, чи можна чітко розмежувати ці два типи прав.
Відповідно, право на харчування можна розділити на негативне право на отримання їжі власними діями та позитивне право на постачання їжі, якщо людина не може отримати до неї доступ. Негативне право на харчування було визнано ще в Великій хартії вольностей Англії 1215 року, де сказано, що: «ніхто не може бути „амерсований“ (штрафований) у тій мірі, в якій він позбавлений засобів до існування».

### Міжнародні події з 1941 року
У цьому розділі наведено огляд міжнародних подій, пов'язаних із встановленням та реалізацією права на харчування, починаючи з середини ХХ століття.
- 1941 — У своїй промові про чотири свободи президент США Франклін Д. Рузвельт включав до числа свобод:[20] «Свобода від потреб». Пізніше ця свобода стала частиною Статуту ООН 1945 року (стаття 1(3)).[20]
- 1948 рік — Загальна декларація прав людини визнає право на харчування частиною права на достатній рівень життя:

«Кожен має право на такий життєвий рівень, включаючи їжу, одяг, житло, медичний догляд і необхідні соціальні послуги, який необхідний для підтримки здоров'я і добробуту його самого та його сім'ї, а також право на забезпечення на випадок безробіття, хвороби, інвалідності, вдівства, старості або іншої відсутності засобів до існування з незалежних від нього обставин» (ст. 25).
- 1966 рік — Міжнародний пакт про економічні, соціальні та культурні права повторює Загальну декларацію прав людини щодо права на достатній життєвий рівень і, крім того, конкретно визнає право на свободу від голоду. Пакт, держави-учасники визнають: «право кожного на достатній життєвий рівень для нього самого і його сім'ї, включаючи достатнє харчування» (стаття 11.1) і «основне право кожного бути вільним від голоду». (Стаття 11.2).
  - 1976 р. — Набуття чинності Пакту.
  - 1987 р. — Створення Комітету з економічних, соціальних і культурних прав, який спостерігає за виконанням Пакту та починає легальне тлумачення Пакту.
  - 1999 рік — Комітет ухвалює Зауваження загального порядку № 12 «Право на достатнє харчування», в якому описуються різні державні зобов'язання, що випливають із Пакту щодо права на харчування.[14]
  - 2009 р. — Прийняття Додаткового протоколу до Міжнародного пакту про економічні, соціальні та культурні права, що робить право на їжу можливим для судового розгляду на міжнародному рівні.
- 1974 — Прийняття Загальної декларації про викорінення голоду та недоїдання на Всесвітній продовольчій конференції.[21]
- 1988 р. — Прийняття права на харчування в Додатковому протоколі до Американської конвенції з прав людини в частині економічних, соціальних і культурних прав («Сан-Сальвадорський протокол»).
- 1996 — Продовольча та сільськогосподарська організація (FAO) організовує Всесвітній продовольчий саміт 1996 року в Римі, результатом якого було прийнято Римську декларацію про всесвітню продовольчу безпеку.[21]
  - 2004 р. — ФАО приймає Керівні принципи щодо права на харчування, що містить вказівки для держав щодо виконання своїх зобов'язань щодо права на харчування. Розробка проекту рекомендацій була ініційована за результатами Всесвітнього продовольчого саміту 2002 року.[5]
- 2000 — Встановлено мандат Спеціального доповідача з питань права на харчування.[22]
- 2000 — Прийняття Цілей розвитку тисячоліття, включаючи Ціль 1: викорінити крайню бідність і голод до 2015 року.
- 2012 — Конвенція про продовольчу допомогу прийнята в результаті Конвенції про продовольчу допомогу (1985?), що робить її першим юридично обов'язковим міжнародним договором про продовольчу допомогу.

Амартья Сен отримав Нобелівську премію 1998 року частково за свою роботу з демонстрації того, що голод і масовий голод у наш час не були типовим продуктом нестачі їжі; скоріше, це зазвичай виникало через проблеми в мережах розповсюдження продуктів харчування або через державну політику.

## Правовий статус
Право на харчування захищене міжнародним правом прав людини та гуманітарним правом.

### Міжнародне право
Право на харчування визнано у Загальній декларації прав людини 1948 року (стаття 25) як частина права на достатній рівень життя та закріплено в Міжнародному пакті про економічні, соціальні та культурні права 1966 року (стаття 11). Додатковий протокол до Міжнародного пакту про економічні, соціальні та культурні права 2009 року робить право на їжу можливим для судового розгляду на міжнародному рівні. У 2012 році було прийнято Конвенцію про продовольчу допомогу, що зробило її першим юридично обов'язковим міжнародним договором про продовольчу допомогу.

### Міжнародні документи
Це також визнається в багатьох конкретних міжнародних документах, таких як Конвенція про геноцид 1948 року (стаття 2), Конвенція 1951 року про статус біженців (статті 20 і 23), Конвенція про права дитини 1989 року (Статті 24(2)(c) і 27(3)), Конвенцію про ліквідацію всіх форм дискримінації щодо жінок 1979 року (стаття 12(2)) або Конвенцію про права людей з інвалідністю 2007 року (статті 25 (f) та 28(1)).

### Регіональні інструменти
Право на харчування також визнається в регіональних документах, таких як:
- Додатковий протокол до Американської конвенції з прав людини 1988 р. у сфері економічних, соціальних і культурних прав або «Сан-Сальвадорський протокол» (ст. 12);
- Африканська хартія прав і добробуту дитини 1990 р.;
- Африканська хартія прав людини і народів, імпліцитно в праві на життя (стаття 4), праві на здоров'я (стаття 14) і праві на економічний, соціальний і культурний розвиток (стаття 22), відповідно до Африканської комісії з прав людини і рішення щодо прав людей у справі SERAC проти Нігерії;[26]
- Протокол 2003 року до Африканської хартії прав людини і народів щодо прав жінок в Африці або «Протокол Мапуту» (стаття 15);
- Декларація прав людини АСЕАН (ст. 28).
- ані Європейська конвенція з прав людини, ані Європейська соціальна хартія не згадують про право на харчування.

Такі документи також є в багатьох національних конституціях.

### Необов'язкові документи
Існує кілька юридично необов'язкових міжнародних документів з прав людини, що стосуються права на харчування. Вони містять рекомендації, настанови, резолюції або декларації. Найбільш детальним є Рекомендації щодо права на харчування 2004 року. Вони є практичним інструментом для реалізації права на достатнє харчування. Рекомендації щодо права на харчування не є юридично обов'язковими, але спираються на міжнародне право та є набором рекомендацій, які вибрали держави щодо того, як виконувати свої зобов'язання згідно зі статтею 11 Міжнародного пакту про економічні, соціальні та культурні права. Нарешті, преамбула до Статуту Продовольчої та сільськогосподарської організації Об'єднаних Націй 1945 року передбачає, що:
Нації, які приймають цю Конституцію, виявляючи рішучість сприяти загальному добробуту шляхом сприяння окремим і колективним діям з їхнього боку з метою: підвищення рівня харчування та рівня життя … і таким чином … забезпечення свободи людства від голоду. . . .

### Інші документи
У 1993 році в США і Канаді розроблено Міжнародний договір про продовольчу безпеку.
У 1998 році в Санта-Барбарі, штат Каліфорнія, США, відбулася конференція щодо консенсусної стратегії щодо права на їжу за участю експертів із боротьби з голодом із п'яти континентів.
У 2010 році група національних і міжнародних організацій створила пропозицію щодо заміни Спільної сільськогосподарської політики Європейського Союзу, яка має бути змінена в 2013 році. Перша стаття Нової спільної продовольчої та сільськогосподарської політики «вважає харчування універсальним правом людини, а не просто товаром».

## Державні зобов'язання
Зобов'язання держав, пов'язані з правом на харчування, чітко встановлені міжнародним правом. Підписавши Міжнародний пакт про економічні, соціальні та культурні права (МПЕСКП), держави погодилися вжити заходів, щоб максимально використати наявні ресурси для поступового досягнення повної реалізації права на достатнє харчування. Вони також визнають важливу роль міжнародного співробітництва та допомоги в цьому контексті. Це зобов'язання було підтверджено Комітетом з економічних, соціальних і культурних прав (КЕСКП). Сторони, які підписали Рекомендації щодо права на харчування, також взяли на себе зобов'язання реалізувати право на їжу на національному рівні.
У Загальному коментарі № 12 КЕСКП тлумачить зобов'язання держав як три типи: зобов'язання поважати, захищати та виконувати:
1. Повага передбачає, що держави ніколи не повинні свавільно перешкоджати людям мати доступ до їжі.
2. Захист означає, що держави повинні вживати заходів для забезпечення того, щоб підприємства або окремі особи не позбавляли людей доступу до належного харчування.
3. Виконання (сприяння та забезпечення) означає, що уряди повинні активно брати участь у діяльності, спрямованій на посилення доступу людей до ресурсів і засобів і їх використання для забезпечення їхнього існування, включаючи продовольчу безпеку. Якщо з незалежних від них причин, наприклад під час війни чи після стихійного лиха, групи чи окремі особи не можуть користуватися своїм правом на харчування, тоді держави зобов'язані забезпечити це право безпосередньо.[4]

Вони були знову схвалені державами, коли Рада ФАО ухвалила Рекомендації щодо права на харчування.
ICESCR визнає, що право на свободу від голоду вимагає міжнародної співпраці та стосується питань виробництва, сільського господарства та глобального постачання. У статті 11 зазначено, що:
Держави-учасниці цього Пакту… вживають, індивідуально та в рамках міжнародного співробітництва, заходів, включаючи конкретні програми, які необхідні: a) для вдосконалення методів виробництва, збереження та розподілу харчових продуктів шляхом повного використання технічних і наукових знань шляхом поширення знань про принципи харчування та шляхом розвитку або реформування аграрних систем таким чином, щоб досягти найбільш ефективного розвитку та використання природних ресурсів; (b) Беручи до уваги проблеми як країн-імпортерів, так і країн-експортерів продовольства, забезпечити справедливий розподіл світових запасів продовольства відповідно до потреб.
Реалізація права на харчові стандарти на національному рівні має наслідки для національних конституцій, законів, судів, установ, політики та програм, а також для різних тем продовольчої безпеки, таких як рибальство, земля, зосередженість на вразливих групах і доступ до ресурсів.
Національні стратегії щодо поступової реалізації права на харчування мають виконувати чотири функції:
1. визначити зобов'язання, що відповідають праву на достатнє харчування, незалежно від того, чи це зобов'язання уряду чи приватних осіб;
2. покращити координацію між різними гілками влади, діяльність і програми яких можуть вплинути на реалізацію права на харчування;
3. встановити цілі, в ідеалі пов'язані з вимірними показниками, визначаючи часові рамки, протягом яких мають бути досягнуті конкретні цілі;
4. передбачити механізм, що забезпечує дію нових законодавчих ініціатив або політики на право.[5]

Міжнародний
Право на харчування накладає на всі держави зобов'язання не тільки по відношенню до осіб, які проживають на їхній національній території, а й по відношенню до населення інших держав. Право на харчування реалізується лише тоді, коли виконуються національні та міжнародні зобов'язання. З одного боку, це вплив міжнародного середовища і, зокрема, зміни клімату, недоїдання та відсутність продовольчої безпеки. З іншого боку, міжнародне співтовариство може зробити свій внесок, лише якщо на національному рівні будуть створені правові рамки та інституції.
Відсутність дискримінації
За статтею 2(2) МПЕСКП уряди погодилися, що право на харчування здійснюватиметься без дискримінації за ознакою статі, кольору шкіри, раси, віку, мови, релігії, політичних чи інших переконань, національного чи соціального походження, майна, народження. або інший статус. КЕСКП підкреслює особливу увагу, яку слід приділяти знедоленим і маргіналізованим фермерам, включаючи жінок-фермерів, у сільській місцевості.

## Адаптація по всьому світу

### Рамковий закон

Країни, які розвиваються або прийняли рамкові закони про право на харчування (19).
Прийняли рамковий закон (10).
Розробили рамковий закон (9).

Рамковий закон — це «законодавча техніка, яка використовується для вирішення міжгалузевих питань». Рамкові закони є більш конкретними, ніж конституційні положення, оскільки вони встановлюють загальні зобов'язання та принципи. Проте необхідно вжити компетентних органів і додаткове законодавство, яке все ще має визначити конкретні заходи. Прийняття рамкових законів було рекомендовано Комітетом з економічних, соціальних і культурних прав як «головний інструмент у реалізації національної стратегії щодо права на харчування». Десять країн прийняли та дев'ять країн розробляють рамкові закони про продовольчу безпеку або право на харчування. Цей розвиток, ймовірно, збільшиться в найближчі роки. Часто вони відомі як закони про продовольчу безпеку замість законів про право на продовольство, але їхній ефект зазвичай подібний.
Переваги рамкового закону включають те, що зміст і обсяг права можуть бути додатково визначені, державні та приватні зобов'язання можуть бути детально викладені, можуть бути встановлені відповідні інституційні механізми та права на засоби правового захисту. Інші переваги рамкових законів включають: посилення підзвітності уряду, моніторингу, надання допомоги урядовцям у розумінні їхньої ролі, покращення доступу до судів та надання механізмів адміністративного захисту.
Однак положення про зобов'язання та засоби правового захисту в існуючому рамковому законодавстві не завжди є дуже детальними, і не завжди зрозуміло, що вони додають до можливості судового розгляду права на харчування.
Станом на 2011 рік наступні десять країн прийняли рамковий закон про продовольчу безпеку або право на харчування: Аргентина, Болівія, Бразилія, Еквадор, Сальвадор, Гватемала, Індонезія, Нікарагуа, Перу та Венесуела. Крім того, у 2011 році наступні дев'ять країн розробляли рамковий закон про продовольчу безпеку або право на харчування: Гондурас, Індія, Малаві, Мексика, Мозамбік, Парагвай, Південна Африка, Танзанія та Уганда. Нарешті, Сальвадор, Нікарагуа та Перу розробляють проекти для оновлення, заміни або посилення свого рамкового закону.

### Конституційний рівень

Країни з явним конституційним правом на харчування (23).
Як окреме та самостійне право (9).
Окремої верстви населення (10).
Як частина права людини на достатній життєвий рівень, якість життя, розвиток або право на працю (7).
Примітка: Бразилія має всі три, а Південна Африка має перші два; вони включені до кожної категорії, але враховуються один раз для загальної кількості.

Країни, в яких конституційне право на їжу міститься в більш широких правах або в яких воно чітко виражене в директивних принципах (41).
Імпліцитні в більш широких конституційних правах (31).
Чіткий принцип конституційної директиви (13).
Примітка: Ефіопія, Малаві та Пакистан входять до обох категорій; вони включені до кожної категорії, але враховуються один раз для загальної кількості.

Існують різні способи, якими конституції можуть враховувати право на харчування або деякі його аспекти. Станом на 2011 рік 56 конституцій у тій чи іншій формі захищають право на харчування. Три основні категорії конституційного визнання: як явне право, як мається на увазі в більш широких правах людини або як частина директивного принципу. На додаток до них, право також може бути опосередковано визнано, коли інші права людини тлумачаться судовою владою.

#### Виразне право
По-перше, право на харчування прямо та прямо визнається як право саме по собі або як частина ширшого права людини у 23 країнах. Можна виділити три різні форми.
1. Наступні дев'ять країн визнають право на харчування як окреме та самостійне право: Болівія, Бразилія, Еквадор, Гаяна, Гаїті, Кенія, Південна Африка, у Тимчасовій конституції Непалу (як продовольчий суверенітет) та Нікарагуа (як свобода від голоду).
2. За окремими верствами населення право на харчування визнається в десяти країнах. Положення щодо права дітей на харчування є в конституціях: Бразилії, Колумбії, Куби, Гватемали, Гондурасу, Мексики, Панами, Парагваю та Південної Африки. Право на харчування дітей корінного населення захищено конституцією Коста-Ріки. Нарешті, право на харчування затриманих і ув'язнених додатково визнається в конституції ПАР.
3. П'ять країн прямо визнають право на харчування як частину права людини на достатній життєвий рівень, якість життя чи розвиток: Білорусь, Конго, Малаві, Молдова та Україна, а дві визнають це як частину права на працю: Бразилія та Суринам. XX. стаття Основного закону Угорщини визнає право на харчування частиною права людини на здоров'я.

#### Неявний або як директивний принцип
По-друге, наступні 31 країна імпліцитно визнають право на харчування серед ширших прав людини: Вірменія, Азербайджан, Бельгія, Болівія, Бурунді, Камбоджа, Чехія, Конго, Коста-Ріка, Кіпр, Еквадор, Сальвадор, Екваторіальна Гвінея, Еритрея, Ефіопія, Фінляндія, Грузія, Німеччина, Гана, Гватемала, Гвінея, Киргизстан, Малаві, Нідерланди, Пакистан, Перу, Румунія, Швейцарія, Таїланд, Туреччина, Венесуела.
По-третє, наступні тринадцять країн прямо визнають право на харчування в конституції як директивний принцип або мету: Бангладеш, Бразилія, Ефіопія, Індія, Іран, Малаві, Нігерія, Панама, Папуа-Нова Гвінея, Пакистан, Сьєрра-Леоне, Шрі-Ланка, Уганда.

### Застосовується через міжнародне право

Країни, які ратифікували міжнародне право, в якому визнається право на харчування, і в яких водночас міжнародне право є первинним або рівним національному праву (103).
Пряма дія: Міжнародний пакт про економічні, соціальні та культурні права, Конвенція про ліквідацію всіх форм дискримінації щодо жінок і Конвенція про права дитини (95).
Пряма дія: Міжнародний пакт про економічні, соціальні та культурні права і Конвенція про права дитини (2).
Пряма дія: Конвенція про ліквідацію всіх форм дискримінації щодо жінок і Конвенція про права дитини (5).

У деяких країнах міжнародні договори мають вищий статус або рівний статус національному законодавству. Отже, право на харчування може бути прямо застосоване через міжнародні договори, якщо така країна є членом договору, в якому це право визнається. До таких договорів належать Міжнародний пакт про економічні, соціальні та культурні права (МПЕСКП), Конвенція про ліквідацію всіх форм дискримінації щодо жінок (КЛДЖ) і Конвенція про права дитини (КПД). За винятком країн, у яких право на харчування прямо або прямо визнається в їхніх конституціях, це право безпосередньо застосовується щонайменше в 51 країні через міжнародні договори.

### Зобов'язання через ICESCR
МПЕСКП
Учасники Міжнародного пакту про економічні, соціальні та культурні права повинні робити все, щоб гарантувати достатнє харчування, включно з відповідним законодавством. Пакт став частиною національного законодавства понад 77 країн. У цих країнах положення про право на харчування в Пакті може бути використане в суді. Це сталося в Аргентині (у випадку права на здоров'я).

Країни, які взяли на себе зобов'язання щодо права на харчування, ратифікувавши Міжнародний пакт про економічні, соціальні та культурні права (160).
Ратифіковано Додатковий протокол до Міжнародного пакту про економічні, соціальні та культурні права (8).
Ратифіковано Міжнародний пакт про економічні, соціальні та культурні права (160).
Примітка: Усі сторони додаткового протоколу також є учасниками угоди.

Однак громадяни зазвичай не можуть здійснювати судове переслідування за допомогою Пакту, а можуть робити це лише відповідно до національного законодавства. Якщо країна не приймає таких законів, громадянин не має права відшкодування, навіть якщо держава порушила угоду. Виконання Пакту контролюється через Комітет з економічних, соціальних і культурних прав. Загалом Конвенцію ратифікували 160 країн. Ще 32 країни не ратифікували угоду, хоча 7 з них підписали її.
Додатковий протокол
Підписуючи Додатковий протокол до МПЕСКП, держави визнають компетенцію Комітету з економічних, соціальних і культурних прав отримувати та розглядати скарги від осіб або груп, які стверджують, що їхні права за Пактом були порушені. Однак скаржники повинні вичерпати всі національні засоби правового захисту. Комітет може «розглядати», працювати над «дружнім врегулюванням», у разі серйозних або систематичних порушень Пакту, він може «запрошувати цю державу-учасницю до співпраці» і, нарешті, може «включати підсумковий звіт про результати розгляду в його річному звіті». Наступні сім країн ратифікували Додатковий протокол до Міжнародного пакту про економічні, соціальні та культурні права: Болівія, Боснія і Герцеговина, Еквадор, Сальвадор, Монголія, Словаччина та Іспанія. Ще 32 країни підписали додатковий протокол.

## Механізми реалізації права на харчування
Спеціальний доповідач з питань права на харчування пан Де Шуттер закликав законодавчо закріпити право на харчування, щоб воно могло бути перетворено в національні стратегії та установи. Крім того, він рекомендував країнам з економікою, що розвивається, захищати права землекористувачів, зокрема меншин і вразливих груп. Він також порадив підтримувати дрібне сільське господарство перед обличчям проектів мегарозвитку та зупинити деградацію ґрунту та води шляхом масового переходу до агроекологічних практик. Нарешті, експерт ООН запропонував ухвалити стратегію боротьби зі зростанням ожиріння.
Стаття 11 ООН про право на достатнє харчування пропонує кілька механізмів реалізації. Стаття визнає, що найбільш прийнятні шляхи та засоби реалізації права на достатнє харчування неминуче будуть суттєво відрізнятися від однієї держави до іншої. Кожна держава має обирати власні підходи, але Пакт чітко вимагає, щоб кожна держава-учасниця вжила всіх необхідних заходів для того, щоб кожна людина була вільною від голоду та могла якомога швидше користуватися правом на достатнє харчування.
У статті підкреслюється, що право на харчування вимагає повного дотримання принципів підзвітності, прозорості, участі громадян, децентралізації, законодавчої спроможності та незалежності судової влади. Що стосується стратегії реалізації права на харчування, стаття вимагає, щоб держави визначали та вирішували критичні проблеми щодо всіх аспектів продовольчої системи, включаючи виробництво та обробку харчових продуктів, зберігання харчових продуктів, роздрібну торгівлю, маркетинг та їх споживання. Стратегія реалізації повинна приділяти особливу увагу необхідності запобігання дискримінації в доступі до продовольчих магазинів і роздрібної мережі, або альтернативно до ресурсів для вирощування продуктів харчування. У рамках своїх зобов'язань щодо захисту ресурсної бази людей для продовольства держави повинні вжити належних заходів для забезпечення того, щоб діяльність приватного бізнесу та громадянського суспільства відповідала праву на харчування.
У статті зазначається, що кожного разу, коли держава стикається з серйозними обмеженнями ресурсів, викликаними процесом економічної адаптації, економічною рецесією, кліматичними умовами чи іншими факторами, слід вживати заходів для забезпечення того, щоб право на достатнє харчування було реалізовано особливо для вразливих груп населення та особи.

### Взаємозв'язок з іншими правами
Ідея взаємозалежності та неподільності всіх прав людини була основоположним принципом Організації Об'єднаних Націй . Це було визнано у Віденській декларації та Програмі дій 1993 року, де сказано, що «всі права людини є універсальними, неподільними, взаємозалежними та взаємопов'язаними». Право на харчування вважається взаємопов'язаним із такими правами людини, зокрема: правом на життя, правом на засоби до існування, правом на здоров'я, правом на власність, свободою вираження поглядів, свободою інформації, правом на освіту, свободою асоціацій та правом поливати. Інші відповідні права включають: право на працю, право на соціальне забезпечення, право на соціальне забезпечення і право на достатній рівень життя.
Наприклад, за даними Комітету з нагляду за виконанням МПЕСКП, «право на воду є необхідною умовою для реалізації інших прав людини». Необхідність мати достатню кількість води, щоб мати достатню харчування, особливо очевидна у випадку селян-фермерів. Для реалізації права на їжу необхідно забезпечити доступ до стійких водних ресурсів для сільського господарства. Ще більшою мірою це стосується натурального сільського господарства.

### Цитування
1. 1 2 3 4 5  Knuth, 2011.
2. 1 2 3 4  United Nations Treaty Collection, 2012a
3. 1 2 3  United Nations Treaty Collection, 2012b
4. 1 2 3 4 5 6 7  Ziegler, 2012: «What is the right to food?»
5. 1 2 3 4 5 6 7 8 9 10 11 12 13  Special Rapporteur on the Right to Food, 2012a: «Right to Food.»
6. ↑  International Covenant on Economic, Social and Cultural Rights, 1966: article 2(1), 11(1) and 23.
7. 1 2 3  Knuth, 2011: 32.
8. ↑  Ahluwalia, 2004: 12.
9. ↑  Westcott, Catherine and Nadia Khoury and CMS Cameron McKenna,The Right to Food, (Advocates for International Development, October 2011)http://a4id.org/sites/default/files/user/Right%20to%20Food%20Legal%20Guide.pdf [Архівовано 2016-03-04 у Wayback Machine.].
10. ↑  Aadhaar vs. Right to food. Архів оригіналу за 2 квітня 2018. Процитовано 15 квітня 2023.
11. ↑  Ahluwalia, 2004: iii.
12. ↑  Human Rights Measurement Initiative – The first global initiative to track the human rights performance of countries. humanrightsmeasurement.org. Процитовано 9 березня 2022.
13. ↑  Right to food - HRMI Rights Tracker. rightstracker.org (англ.). Процитовано 9 березня 2022.
14. 1 2 3 4 5 6  Committee on Economic, Social and Cultural Rights, 1999.
15. ↑  Special Rapporteur on the Right to Food, 2008: para. 17; quoted in Special Rapporteur on the Right to Food, 2012a.
16. ↑  Committee on Economic, Social and Cultural Rights, 1999: para. 6.
17. ↑  Ahluwalia, 2004: footnote 23.
18. 1 2  Food and Agriculture Organization, 2002: «The road from Magna Carta.»
19. 1 2  Special Rapporteur on the Right to Food, 2010a: 4.
20. 1 2  Ahluwalia, 2004: 10.
21. 1 2  Food and Agriculture Organization, 2012b.
22. ↑  Special Rapporteur on the Right to Food, 2012a: «Mandate.»
23. ↑  Steele, Jonathan (19 квітня 2001). The Guardian Profile: Amartya Sen. The Guardian. London.
24. ↑  Ahluwalia, 2004: 10-12.
25. 1 2  Ahluwalia, 2004: 11.
26. ↑  African Commission on Human and Peoples' Rights: para. 64-66 (p. 26).
27. ↑  The International Food Security Treaty Association, 2012
28. ↑  The International Food Security Treaty Association, 2012: «About the IFST.»
29. ↑  Proposal for a New European Agriculture and Food policy that meets the challenges of this century, 2010.
30. ↑  International Covenant on Economic, Social and Cultural Rights, 1966: article 2(1), 11(1) and 23; Ziegler, 2012: «What is the right to food?»
31. ↑  Committee on Economic, Social and Cultural Rights, 1999
32. ↑  Committee on Economic, Social and Cultural Rights, 1999: para. 7.
33. ↑  Knuth, 2011: 30.
34. 1 2 3 4 5 6 7  Knuth, 2011: 30-1.
35. ↑  Committee on Economic, Social and Cultural Rights, 1999: para. 29; cited in
36. 1 2 3 4  Knuth, 2011: 14.
37. ↑  Knuth, 2011: 14; 36.
38. 1 2 3  Knuth, 2011: 21.
39. 1 2  Knuth, 2011: 35-6.
40. ↑  Knuth, 2011: 23, 32.
41. ↑  Golay, 2006: 21; see also Golay, 2006: 27-8.
42. ↑  Food and Agriculture Organization, 2002;Ahluwalia, 2004: 20.
43. ↑  Optional Protocol to the International Covenant on Economic, Social and Cultural Rights, 2008: Article 1.
44. ↑  Optional Protocol to the International Covenant on Economic, Social and Cultural Rights, 2008: Article 2.
45. ↑  Optional Protocol to the International Covenant on Economic, Social and Cultural Rights, 2008: Article 3.
46. ↑  Optional Protocol to the International Covenant on Economic, Social and Cultural Rights, 2008: Article 8.
47. ↑  Optional Protocol to the International Covenant on Economic, Social and Cultural Rights, 2008: Article 7.
48. ↑  Optional Protocol to the International Covenant on Economic, Social and Cultural Rights, 2008: Article 11.
49. ↑  De Schutter, 2012, para. 3.
50. ↑  Ahluwalia, 2004: 14.
51. ↑  Golay, 2006: 13.
52. ↑  Committee on Economic, Social and Cultural Rights, 2002: para. 1.